# Расселл Форд
Расселл Форд  (англ. Russell Ford, 18 серпня 1983) — австралійський хокеїст на траві, олімпійський медаліст.

## Виступи на Олімпіадах
| Олімпіада   | Дисципліна     | Місце |
| ----------- | -------------- | ----- |
| Лондон 2012 | хокей на траві | 3     |